# Apheliona testacea
Apheliona testacea är en insektsart som beskrevs av Irena Dworakowska 1994. Apheliona testacea ingår i släktet Apheliona och familjen dvärgstritar. Inga underarter finns listade i Catalogue of Life.